# Martin Andreas Udbye
Martin Andreas Udbye (Trondheim, Noruega, 18 de juny de 1820 – 10 de gener de 1889) va ser un compositor i organista noruec.
Es formà artísticament a Leipzig sota la direcció de Hauptmann i el gran organista Becker. Fou organista de l'església de l'Hospital, de Leipzig, i més tard de la Santa Verge, a Trondheim.
Va compondre molta música per a orgue, peces per a piano i violoncel, cors per a veus d'homes, lieder, tres quartets per a instruments d'arc, les cantates Heimweh i Le voyage de Perrichon, l'opereta Junkeren og Fubergvaesen, estrenada a la llavors Cristiania, i l'òpera Fredkulla que no arribà a representar-se.